# Soundtrack '96 - '06: Greatest Hits
Soundtrack '96 - '06: Greatest Hits is het tweede compilatiealbum van de Italiaanse singer-songwriter Elisa, uitgebracht in 2006.

## Achtergrond
Soundtrack '96-'06 is Elisas eerste grootste hits-album, dat werd uitgegeven naar aanleiding van het twintigste jubileum van haar muziekcarrière. Het is een compilatie van hits uit oudere albums en singles die deel uitmaakten van de soundtrack van films (Swan en Almeno tu nell'universo). Volledig nieuw zijn Gli ostacoli del cuore (een duet met Ligabue), Eppure sentire (un senso di te) en Qualcosa che non c'è.

## Nummers
| Nr. | Titel                                       | Schrijver(s)                     | Origineel album    | Duur |
| --- | ------------------------------------------- | -------------------------------- | ------------------ | ---- |
| 1.  | Stay                                        | Elisa Toffoli                    | -                  | 4:11 |
| 2.  | Gli ostacoli del cuore (feat. Ligabue)      | Luciano Ligabue                  | -                  | 4:27 |
| 3.  | Broken                                      | Toffoli                          | Lotus              | 4:21 |
| 4.  | Swan                                        | Toffoli • Michael Centonze       | Melissa P.         | 4:13 |
| 5.  | Labyrinth                                   | Toffoli • Catherine Marie Warner | Pipes & Flowers    | 4:57 |
| 6.  | Together                                    | Toffoli                          | Pearl Days         | 4:22 |
| 7.  | Gift                                        | Toffoli                          | Asile's World      | 4:19 |
| 8.  | Almeno tu nell'universo (Mia Martini cover) | Bruno Lauzi • Maurizio Fabrizio  | -                  | 4:08 |
| 9.  | Heaven Out of Hell                          | Toffoli • Corrado Rustici        | Then Comes The Sun | 4:54 |
| 10. | Dancing                                     | Toffoli                          | Then Comes The Sun | 5:34 |
| 11. | Una poesia anche per te                     | Toffoli                          | Pearl Days         | 5:15 |
| 12. | A Feast For Me                              | Toffoli • Rustici • Warner       | Pipes & Flowers    | 5:12 |
| 13. | Sleeping In Your Hand (Mark Saunders Remix) | Toffoli • Rustici • Warner       | Pipes & Flowers    | 3:44 |
| 14. | Luce (Tramonti a nord est)                  | Toffoli • Adelmo Fornaciari      | Asile's World      | 4:24 |
| 15. | Rainbow (Bedroom Rockers Remix)             | Toffoli                          | Then Comes The Sun | 4:07 |
| 16. | Eppure sentire (un senso di te)             | Paolo Buonvino • Toffoli         | -                  | 4:12 |
| 17. | Qualcosa che non c'è                        | Toffoli                          | -                  | 4:40 |

## Hitlijsten
Het album piekte op de eerste plaats in de Italiaanse charts en op #84 in de Zwitserse charts. In Italië werd het album diamant benoemd, met 600 000 verkochte exemplaren. Bovendien werd de single Eppure sentire (un senso di te) goud verklaard in het land.

### Singles
- Almeno tu nell'universo (2003) - #1 (Italië)
- Swan (2005) - #3 (Italië)
- Gli ostacoli del cuore (feat. Ligabue) (2006) - #1 (Italië)
- Eppure sentire (un senso di te) (2007) - #2 (Italië)
- Stay (2007)
- Qualcosa che non c'è (2007) - #17 (Italië)

## Videoclips
- Almeno tu nell'universo (2003) - Regisseur: Richard Lowenstein
- Swan (2005) - Regisseur: Luca Guadagnino
- Gli ostacoli del cuore (2006) - Regisseur: Luciano Ligabue
- Eppure sentire (un senso di te) (2007) - Regisseur: Giovanni Veronesi
- Stay (2007) - Regisseur: Marco Salom & Elisa Toffoli (eerste versie)
- Qualcosa che non c'è (2007) - Regisseur: The Underdog & Elisa Toffoli